# 神奈川県警察部
神奈川県警察部（かながわけんけいさつぶ）は、戦前の内務省監督下の神奈川県が設置した府県警察部であり、神奈川県内を管轄区域とする。
1948年（昭和23年）3月6日に廃止となり、神奈川県警察部は国家地方警察神奈川県本部と横浜市警察などの自治体警察に再編されることになった。

## 沿革
- 1870年（明治3年）1月　横浜に取締役を設置。
- 1872年（明治5年）1月　邏卒に改称。
- 1875年（明治8年）11月　神奈川県庁に第四課を設置。
- 1878年（明治11年）10月　神奈川県警察本署に改称。
- 1886年（明治19年）7月　神奈川県警察本部に改称。
- 1890年（明治23年）10月　神奈川県警察部に改称。
- 1899年（明治32年）7月　条約改正で居留地が廃止になり、居留地警察も廃止される。
- 1905年（明治38年）4月　神奈川県第四部に改称。
- 1907年（明治40年）7月　神奈川県警察部に改称。
- 1923年（大正12年）7月　特別高等課（特別高等警察）を設置。
- 1923年（大正12年）9月　関東大震災発生。
- 1934年（昭和9年）1月　警察音楽隊を創設。
- 1944年（昭和19年）4月　警備隊を設置。
- 1945年（昭和20年）5月　横浜大空襲が起きる。
- 1945年（昭和20年）10月　特別高等課が廃止。
- 1946年（昭和21年）2月　警備隊を廃止。

## 組織
1928年（昭和3年）時点
- 警務課
- 特別高等課
- 高等課
- 外事課
- 保安課
- 衛生課
- 刑事課
- 工場監督課
- 建築課
- 警察練習所

## 警察署
1929年（昭和4年）時点
- 加賀町警察署
- 山手警察署
- 磯子警察署
- 寿警察署
- 伊勢佐木警察署
- 戸部警察署
- 神奈川警察署
- 横浜水上警察署
- 保土ヶ谷警察署
- 鶴見警察署
- 大岡警察署
- 川崎警察署
- 横須賀警察署
- 高津警察署
- 都田警察署
- 浦賀警察署
- 三崎警察署
- 葉山警察署
- 鎌倉警察署
- 戸塚警察署
- 藤沢警察署
- 溝警察署
- 中野警察署
- 厚木警察署
- 平塚警察署
- 大磯警察署
- 伊勢原警察署
- 秦野警察署
- 松田警察署
- 小田原警察署

## 歴代部長
| 代 | 官職名                 | 氏名       | 就任日         | 退任日         | 前職                       | 後職                             | 備考                        |
| -- | ---------------------- | ---------- | -------------- | -------------- | -------------------------- | -------------------------------- | --------------------------- |
| 1  | 警部長 警察本署長      | 川井久徴   | 1882年1月14日  | 1882年1月20日  | 神奈川県警部               | 死去                             |                             |
| 2  | 警部長 警察本署長      | 渡辺隆     | 1882年2月      | 1883年2月12日  | 神奈川県典獄               | 四等警視                         |                             |
| 3  | 警部長 警察本署長      | 田健治郎   | 1883年2月12日  | 1886年7月20日  |                            | -                                |                             |
| 3  | 警部長 警察本部長      | 田健治郎   | 1886年7月20日  | 1888年11月16日 | -                          | 埼玉県警部長                     |                             |
| 4  | 警部長 警察本部長      | 高橋仲次   | 1888年11月16日 | 1890年10月11日 | 高知県警部長               | -                                |                             |
| 4  | 警部長 警察部長        | 高橋仲次   | 1890年10月11日 | 1891年4月2日   | -                          | 警視                             |                             |
| 5  | 警部長 警察部長        | 菅井誠美   | 1891年4月2日   | 1893年1月10日  | 宮城県警部長               | 集治監典獄                       |                             |
| 6  | 警部長 警察部長        | 吉田弘蔵   | 1893年1月10日  | 1897年4月26日  | 愛知県警部長               | 愛知県書記官                     |                             |
| 7  | 警部長 警察部長        | 武久克造   | 1897年4月26日  | 1898年11月30日 | 滋賀県参事官               | 北海道庁警部長                   |                             |
| 8  | 警部長 警察部長        | 黒岩知新   | 1898年12月8日  | 1902年4月25日  | 元北海道庁警部長           | 依願免本官                       |                             |
| 9  | 警部長 警察部長        | 浜田恒之助 | 1902年4月25日  | 1905年4月19日  | 宮城県警部長               | 奈良県事務官・第一部長兼第三部長 |                             |
| 10 | 事務官 第四部長 警務長 | 井上孝哉   | 1905年4月19日  | 1906年4月17日  | 滋賀県警部長               | 警視                             |                             |
| 11 | 事務官 第四部長 警務長 | 湯浅倉平   | 1906年4月17日  | 1907年7月13日  | 長崎県事務官・第四部長     | -                                |                             |
| 11 | 事務官 警察部長 警務長 | 湯浅倉平   | 1907年7月13日  | 1907年12月27日 | -                          | 香川県内務部長                   |                             |
| 12 | 事務官 警察部長 警務長 | 塚本清治   | 1907年12月27日 | 1908年3月30日  | 滋賀県事務官・警察部長     | 内務省参事官                     |                             |
| 13 | 事務官 警察部長 警務長 | 橋本正治   | 1908年3月30日  | 1910年7月14日  | 鹿児島県事務官・警察部長   | 北海道庁事務官・勧業部長         |                             |
| 14 | 事務官 警察部長 警務長 | 平塚広義   | 1910年7月14日  | 1912年12月30日 | 新潟県事務官・警察部長     | 愛媛県内務部長                   |                             |
| 15 | 事務官 警察部長 警務長 | 山県治郎   | 1912年12月30日 | 1913年6月13日  | 石川県事務官・警察部長     | 福岡県事務官・警察部長           |                             |
| 16 | 警察部長               | 馬渡俊雄   | 1913年6月13日  | 1914年6月9日   | 福岡県警察部長             | 和歌山県内務部長                 |                             |
| 17 | 警察部長               | 田中千里   | 1914年6月9日   | 1916年4月28日  | 広島県警察部長             | 千葉県内務部長                   |                             |
| 18 | 警察部長               | 斎藤守圀   | 1916年4月28日  | 1918年1月14日  | 長崎県警察部長             | 内務書記官                       |                             |
| 19 | 警察部長               | 大塚惟精   | 1918年1月14日  | 1919年1月11日  | 宮城県警察部長             | 休職                             |                             |
| 20 | 警察部長               | 大森吉五郎 | 1919年1月11日  | 1921年6月3日   | 愛媛県警察部長             | 熊本県内務部長                   |                             |
| 21 | 警察部長               | 久米成夫   | 1921年6月3日   | 1922年10月16日 | 岩手県警察部長             | 山形県内務部長                   |                             |
| 22 | 警察部長               | 森岡二朗   | 1922年10月16日 | 1924年1月10日  | 青森県警察部長             | 警視庁刑事部長                   |                             |
| 23 | 警察部長               | 石井保     | 1924年1月10日  | 1924年6月27日  | 福岡県警察部長             | 東京府産業部長                   |                             |
| 24 | 警察部長               | 友部泉蔵   | 1924年6月27日  | 1924年12月20日 | 埼玉県警察部長             | -                                |                             |
| 24 | 書記官 警察部長        | 友部泉蔵   | 1924年12月20日 | 1925年10月18日 | -                          | 福井県書記官・内務部長           |                             |
| 25 | 書記官 警察部長        | 蔵原敏捷   | 1925年10月18日 | 1927年5月17日  | 秋田県書記官・警察部長     | 休職                             |                             |
| 26 | 書記官 警察部長        | 鯉沼巌     | 1927年5月17日  | 1928年2月28日  | 元三重県内務部長           | 秋田県知事                       |                             |
| 27 | 書記官 警察部長        | 豊島長吉   | 1928年2月28日  | 1929年7月8日   | 新潟県書記官・警察部長     | 休職                             |                             |
| 28 | 書記官 警察部長        | 横山正     | 1929年7月8日   | 1930年8月28日  | 元静岡県警察部長           | 千葉県書記官・内務部長           |                             |
| 29 | 書記官 警察部長        | 林田正治   | 1930年8月28日  | 1931年6月27日  | 大分県書記官・警察部長     | 京都府書記官・警察部長           |                             |
| 30 | 書記官 警察部長        | 佐藤正俊   | 1931年6月27日  | 1931年11月9日  | 福岡県書記官・警察部長     | 埼玉県書記官・内務部長           |                             |
| 31 | 書記官 警察部長        | 足立収     | 1931年11月9日  | 1931年12月24日 | 宮城県書記官・警察部長     | 北海道庁部長・学務部長           |                             |
| 32 | 書記官 警察部長        | 中屋重治   | 1931年12月24日 | 1932年6月30日  | 元栃木県警察部長           | 休職                             |                             |
| 33 | 書記官 警察部長        | 相川勝六   | 1932年6月30日  | 1934年7月10日  | 京都府書記官・学務部長     | 内務省警保局保安課長             |                             |
| 34 | 書記官 警察部長        | 留岡幸男   | 1934年7月11日  | 1936年4月22日  | 新潟県書記官・警察部長     | 警視庁警務部長                   |                             |
| 35 | 書記官 警察部長        | 荒木義夫   | 1936年4月22日  | 1937年6月5日   | 長野県書記官・警察部長     | 大阪府書記官・警察部長           |                             |
| 36 | 書記官 警察部長        | 畠田昌福   | 1937年6月5日   | 1939年4月21日  | 福岡県書記官・警察部長     | 内務省警保局警務課長             |                             |
| 37 | 書記官 警察部長        | 辻山治平   | 1939年4月21日  | 1941年5月9日   | 新潟県書記官・警察部長     | 徳島県知事                       |                             |
| 38 | 書記官 警察部長        | 久安博忠   | 1941年5月9日   | 1942年1月13日  | 長崎県書記官・警察部長     | 宮城県書記官・総務部長           |                             |
| 39 | 書記官 警察部長        | 高橋三郎   | 1942年1月13日  | 1942年11月1日  | 内務省警保局検閲課長       | -                                |                             |
| 39 | 部長 警察部長          | 高橋三郎   | 1942年11月1日  | 1943年7月1日   | -                          | 高知県知事                       |                             |
| 40 | 部長 警察部長          | 本田忠男   | 1943年7月1日   | 1945年4月21日  | 福岡県部長・警察部長       | 北海道庁地方参事官               |                             |
| 41 | 部長 警察部長          | 渡辺次郎   | 1945年4月21日  | 1945年10月13日 | 東京都防衛局企画課長       | 休職                             |                             |
| 42 | 部長 警察部長          | 後藤真三男 | 1945年10月13日 | 1945年11月27日 | -                          | -                                | 兼任・本務:神奈川県内務部長 |
| 43 | 部長 警察部長          | 八木芳信   | 1945年11月27日 | 1946年4月1日   | 神奈川県部長・経済第一部長 | -                                |                             |
| 43 | 地方事務官 警察部長    | 八木芳信   | 1946年4月1日   | 1946年7月13日  | -                          | 神奈川県内務部長                 |                             |
| 44 | 地方事務官 警察部長    | 三谷重忠   | 1946年7月13日  | 1947年2月24日  | 内務省官房・内務事務官     | 千葉県内務部長                   |                             |
| 45 | 地方事務官 警察部長    | 山川滋     | 1947年2月24日  | 1948年3月6日   | 内務省警保局公安課長       | 警察大学校長                     |                             |

## 主な事件
- 真土事件
- 鶴見騒擾事件
- 横浜事件